# Christian Listov
Christian Richard Steen Listov (født 7. januar 1821 i København, død 31. marts 1893 samme sted) var en dansk filolog og skolemand, som var rektor ved Herlufsholm Kostskole fra 1853 til 1872.
Christian Listov var student fra Metropolitanskolen fra 1840 og filologisk kandidat i 1848. Efter en udlandsrejse til blandt andet Italien og Grækenland 1849-1851 blev han subrektor ved Slesvig Domskole. Han var rektor på Herlufsholm 1853-1872 og derefter rektor for Nykøbing Katedralskole 1872-1891. Efter sin afsked i 1891 flyttede han til København.
Listov  blev udnævnt til titulær professor i 1859. Han blev ridder af Dannebrog i 1872 og dannebrogsmand i 1891.
Han blev gift 19. januar 1862 i Aversi Kirke med Anna Sophie Balle (1841-1928).